# Philippe de Weck
Pour les articles homonymes, voir Weck.
Philippe de Weck, né à Fribourg le 2 janvier 1919 et décédé dans la même ville le 10 décembre 2009, est un banquier suisse.

## Biographie
Après des études au collège Saint-Michel et l'obtention d'une licence en droit et d'avocat de l'université de Fribourg, Philippe de Weck exerce son métier durant trois ans dans le cabinet du futur conseiller fédéral Jean Bourgknecht, avant d'entrer en 1949 comme associé dans la banque privée fribourgeoise Banque Weck Aeby & Cie. À la suite de la reprise de cette banque en 1954 par l'Union de Banque Suisse, Philippe de Weck en gravit tous les échelons. L’intégration dans l’UBS d’alors lui ouvre de nouveaux horizons. D’abord ceux de la filiale de Genève, qu’il dirige dès 1956, puis ceux du siège à Zurich dès 1962, pour devenir dès 1963 membre puis président de la direction générale entre 1966 et 1976. De 1976 à 1980, il occupe la présidence du conseil d'administration de l'UBS.
C'est durant son temps de président de l'UBS, que Philippe de Weck fut nommé président de la société Fisalma, société fondée afin de commercialiser un avion renifleur devant permettre de découvrir du pétrole par le survol du territoire. Une affaire dénoncée par le Canard enchaîné en 1983.
Philippe de Weck a été membre du conseil d'administration de Nestlé de 1973 à 1991 et à la suite de son retrait de la présidence de l'UBS, il a présidé la Société générale de surveillance durant 10 ans.
Il soutient en 1986 l’adhésion de la Suisse à l’ONU, qui sera refusée par le peuple. Il est opposé à toute remise en cause du secret bancaire.
Entre 1982 et 1985, il fait partie du groupe d'experts qui ausculte l'Instituto per le Opere Religiose (IOR), la Banque du Vatican secouée par le scandale Ambrosiano. En 1989, il est nommé vice-président de l'IOR, poste qu'il occupera durant huit ans.

## Citation
À propos du secret bancaire suisse : « un assouplissement du secret bancaire vis-à-vis du fisc serait éventuellement concevable en Suisse, mais inopportun car il ouvrirait la voie à une violation de la sphère privée de l’individu pour un rendement fiscal dérisoire... »

## Famille
Lié à la famille genevoise protestante de Saussure par son mariage avec Alix en 1944, Philippe de Weck est père de sept enfants dont Roger de Weck journaliste et Pierre de Weck, banquier.
Il est le grand père de la metteur en scène zurichoise, Laura de Weck.
Il appartient à une vieille famille bourgeoise de Fribourg, les Cugniet (petit pain de gruau), dont le nom fut germanisé en Weck, puis de Weck, qui apparaît dans les archives de la bourgeoisie de la ville en 1506. Il est le fils de Pierre de Weck décédé en 1973, qui occupa le poste de procureur général de 1925 à 1956.